# Romances de cavalaria portugueses
Os romances de cavalaria foram um gênero literário de grande sucesso em Portugal nos séculos XV e XVI, de jeito paralelo aos romances de cavalaria espanhóis da mesma época.
A autoria portuguesa do Amadis de Gaula é discutida, embora os textos mais antigos dessa obra que se conservam estejam em castelhano. Porém, independentemente desta obra, outros romances de cavalaria foram produzidos em Portugal, enumerados no catálogo de Pascual de Gayangos y Arce, publicado em 1857:
- Crónica do Imperador Clarimundo por João de Barros (Coimbra, 1522).
- Leomundo de Grécia, de Tristão Gomes de Castro (manuscrito), editado em Espanha no séc. XXI (Aurelio Vargas Díaz-Toledo, es:Leomundo de Grecia).
- Palmeirim de Inglaterra, de Francisco de Moraes Cabral (Livro I, Toledo, 1547, e Livro II, Toledo, 1548)
- Triunfos de Sagramor (Segunda Távola Redonda), de Jorge Ferreyra de Vasconcellos (Coimbra, 1554)
- Duardos de Bretanha, de Diogo Fernandes (Lisboa, 1587)
- Clarisol de Bretanha, de Baltasar Gonçalves Lobato (Lisboa, 1602)
- es:Crónica de Don Duardos de Bretaña, de Gonçalo Coutinho (ca. 1560 - 1634 ou 1639), editado no Brasil no séc. XXI.
- Cavalarias de Dom Belindo ou Crónica do Imperador Beliandro[1], da condessa da Vidigueira, Leonor Coutinho de Távora, ou antes de Francisco de Portugal (1585-1632)[2](manuscrito)
- Aventuras do gigante Dominiscaldo, de Álvaro da Silveira (manuscrito)
- História do espantoso cavalheiro da Luz , de Francisco de Moraes Sardinha (manuscrito)

No século XVIII foram publicadas um Desafio dos Doze de Inglaterra, de Inácio Rodrigues Védouro (1732), uma Segunda parte da História do Imperador Carlos-Magno e dos doze pares de França, de Jerónimo Moreira de Carvalho (Lisboa, 1737), uma História nova do Imperador Carlos Magno, e dos doze pares, de José Alberto Rodrigues (Lisboa, 1742) e uma  Verdadeira terceira parte da história de Carlos-Magno em que se escrevem as glórias accoes e vitórias de Bernardo del Carpio, de Alexandre Caetano Gomes Flaviense (Lisboa, 1745).